# Hanomag 1,3 Liter
La Hanomag 1,3 Liter è stata un'auto media prodotta dalla ditta tedesca Hanomag dal 1939 al 1941 come sostituta della Hanomag Garant e delle sue successive versioni. La carrozzeria abbandonava le forme classiche delle auto dell’epoca, con parafanghi esterni e predelline laterali per adottare un'architettura completamente rinnovata e dalle caratteristiche spiccatamente aerodinamiche che, sotto certe angolazioni, ricordava la Volkswagen Maggiolino.

## Storia
Nel 1939 la Hanomag decise di presentare un'autovettura che si staccasse nettamente dai suoi modelli proposti precedentemente, sia come linea sia come dimensioni che raggiungevano i 4230 mm di lunghezza. Sotto al cofano anteriore c'era un motore a quattro cilindri da 1298 cm³ che erogava 32 CV e che poteva spingere il veicolo oltre la soglia dei 100 km/h. 
Le ruote posteriori erano azionate dal motore per mezzo di un albero di trasmissione comandato da un cambio a quattro velocità completamente sincronizzato, con differenziale. Il veicolo possedeva una carrozzeria portante in lamiera d'acciaio con quattro posti comodi esclusivamente sotto forma di berlina chiusa a due porte incernierate posteriormente. L'assale posteriore rigido era sospeso con molle a balestra longitudinali semiellittiche; le ruote anteriori erano indipendenti con barre di torsione. La produzione fu interrotta nel 1941 e non poté essere ripresa dopo la guerra perché gli stampi erano rimasti ubicati nella zona orientale della Germania. La Volvo acquistò una Hanomag 1,3 per studiare la carrozzeria monoscocca e si ispirò ad essa per il design della Volvo PV.

## Dati tecnici
| Modello                                 | 1,3 Liter                 |
| Periodo di produzione                   | 1938–1941                 |
| Carrozzeria                             | L2                        |
| Motore                                  | 4 cilindri, quattro tempi |
| Valvole                                 | in testa (ohv)            |
| Diametro cilindri (alesaggio) × corsa   | 71 mm × 82 mm             |
| Cilindrata                              | 1298 cm³                  |
| Potenza (CV)                            | 32                        |
| Potenza (kW)                            | 23,5                      |
| a numero di giri (1/min)                | 3600                      |
| Coppia (Nm)                             |                           |
| a numero di giri (1/min)                |                           |
| Rapporto di compressione                | 6 : 1                     |
| Consumo                                 | 9,5 l / 100 km            |
| Marce avanti                            | 4-velocità                |
| Velocità massima                        | 115 km/h                  |
| Peso a vuoto                            | 970 kg                    |
| Peso a massimo carico                   | 1400 kg                   |
| Impianto elettrico                      | 12 Volt                   |
| Lunghezza                               | 4230 mm                   |
| Larghezza                               | 1600 mm                   |
| Altezza                                 | 1680 mm                   |
| Passo                                   | 2500 mm                   |
| Altezza da terra anteriore e posteriore | 1300 mm / 1300 mm         |
| Raggio di sterzata                      | 10 m                      |
| Pneumatici                              | 5,25-16"                  |

- L2 = 2-porte Berlina